# Smedstorp
För andra betydelser, se Smedstorp (olika betydelser).
Smedstorp är en tätort i Tomelilla kommun i Skåne län.

## Historia
Smedstorps stationssamhälle utvecklades efter tillkomsten av Simrishamn-Tomelilla Järnväg (CTJ) 1882. 
Smedstorp är beläget i Smedstorps socken och ingick efter kommunreformen 1862 i Smedstorps landskommun. I denna inrättades för orten 3 oktober 1890 Smedstorps municipalsamhälle som upplöstes med utgången av 1954. Orten ingick mellan 1969 och 1971 i Tomelilla köping och ingår sedan 1971 i Tomelilla kommun.

### Befolkningsutveckling
| Befolkningsutvecklingen i Smedstorp 1900–2020 | Befolkningsutvecklingen i Smedstorp 1900–2020 | Befolkningsutvecklingen i Smedstorp 1900–2020 | Befolkningsutvecklingen i Smedstorp 1900–2020 | Befolkningsutvecklingen i Smedstorp 1900–2020 |
| --------------------------------------------- | --------------------------------------------- | --------------------------------------------- | --------------------------------------------- | --------------------------------------------- |
|                                               |                                               |                                               |                                               |                                               |
| År                                            |                                               |                                               | Folkmängd                                     | Areal (ha)                                    |
| 1900                                          | 1900                                          |                                               | 344                                           | †                                             |
| 1960                                          | 1960                                          |                                               | 426                                           |                                               |
| 1965                                          | 1965                                          |                                               | 368                                           |                                               |
| 1970                                          | 1970                                          |                                               | 367                                           |                                               |
| 1975                                          | 1975                                          |                                               | 341                                           |                                               |
| 1980                                          | 1980                                          |                                               | 347                                           |                                               |
| 1990                                          | 1990                                          |                                               | 359                                           | 55                                            |
| 1995                                          | 1995                                          |                                               | 374                                           | 58                                            |
| 2000                                          | 2000                                          |                                               | 363                                           | 58                                            |
| 2005                                          | 2005                                          |                                               | 372                                           | 58                                            |
| 2010                                          | 2010                                          |                                               | 363                                           | 59                                            |
| 2015                                          | 2015                                          |                                               | 361                                           | 87                                            |
| 2020                                          | 2020                                          |                                               | 385                                           | 84                                            |
| † Befolkning runt ett municipalsamhälle 1900. |                                               |                                               |                                               |                                               |

## Samhället

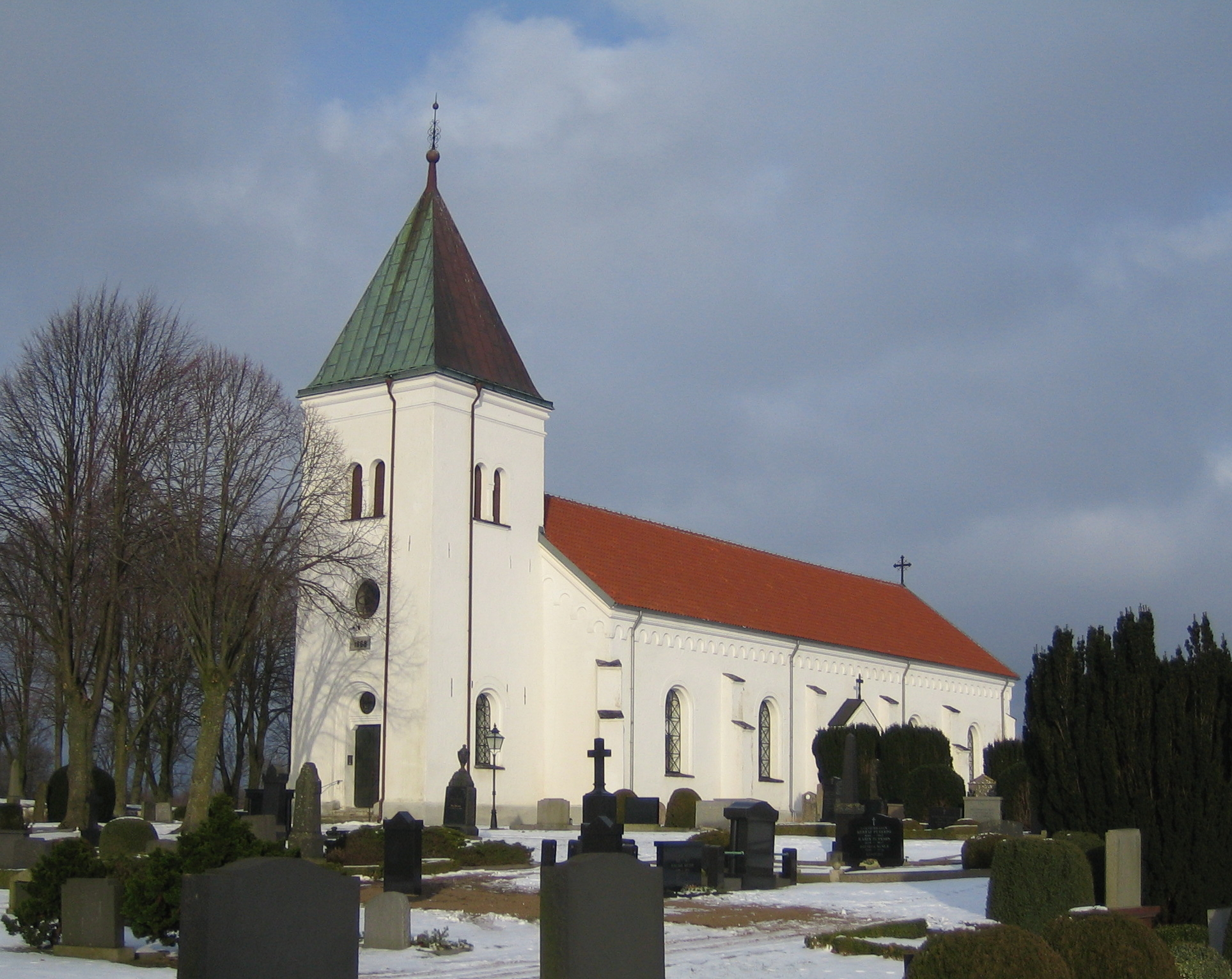
Smedstorps kyrka

Smedstorp har en järnvägsstation som  trafikeras av Pågatågen mellan Malmö och Simrishamn. Det går även bussar med ändhållplats Lund.  Inom orten finns förskola, grundskola, lanthandel, bibliotek, MTB-bana, pumptrack, cykelskola, friluftsbad med bangolf, fotbollsförening, motionsslinga osv.  Med utgångspunkt från järnvägsstationen utgår den 12 km långa rundvandringsleden  Gårdlösaleden. Norr om orten ligger Smedstorps kyrka och norr om denna ligger Smedstorps slott.

## Näringsliv
I byn finns ett flertal företag där det mest välkända är Smedstorpskök som tillverkar köksinredningar samt byggföretaget KEBAB.

## Evenemang
Sedan 1889 anordnas Smedstorps marknad den första fredagen i juli. Det är en klassisk marknad med knallar och tivoli.